# Solymártelep vasútállomás
A Solymártelep vasútállomás egy, már megszűnt vasúti rakodó állomás volt Solymár közigazgatási területén, Solymár, Pilisvörösvár és Pilisszentiván hármas határpontjától alig 100-150 méterre. A Budapest–Esztergom-vasútvonal kitérőjében létesített iparvasúti rakodó pályaudvarra normál és keskeny nyomtávú vasútvonal, valamint kötélpálya is érkezett a környező területeken nyitott szénbányáktól. Létesítményeinek egy része romos vagy erősen átalakított állapotban ugyan, de még felismerhető.
Áthaladó vasútvonalak:
- Budapest–Esztergom-vasútvonal (2)

## Története
A rakodó állomás a három település barnakőszén-bányáinak kiszolgálására jött létre, gyakorlatilag a Budapest–Esztergom-vasútvonal létesítésével egy időben. Az állomásnál a 20. század első évtizedeiben normál nyomtávú vasúti kiágazása is volt a vasútvonalnak – ez körülbelül az 1930-as évek végéig lehetett üzemben –, valamint több keskeny nyomtávú bányavasút is érkezett az állomás területére, az utolsót csak az 1970-es években számolták fel. Az állomás a rakodó funkcióját a térségi szénbányászat 1969. december 31-i hatállyal elrendelt felszámolása után is megtartotta, körülbelül az 1980-as évekig, miután a szénbánya több létesítményét, köztük a nagyvasúti rakodáshoz használt, egyszerre négy vasúti szerelvény kiszolgálására képes szénosztályozót is átvette a Fővárosi Épületszobrászati és Kőfaragó Vállalat. Az állomás néhány építménye, erősen romos állapotban ugyan, de még a 2010-es éveket is megérte, de az esztergomi vasútvonal felújítása és kétvágányúsítása idején az egykori állomás legtöbb, még megmaradt nyomát felszámolták.

## Megközelítés budapesti tömegközlekedéssel
- Busz:  830, 832

## Külső hivatkozások
- http://pilisiszenbanyak.lapunk.hu/?modul=galeria&a=89864
- http://www.vasutallomasok.hu/allomas.php?az=solm